# Schloss Engelenburg

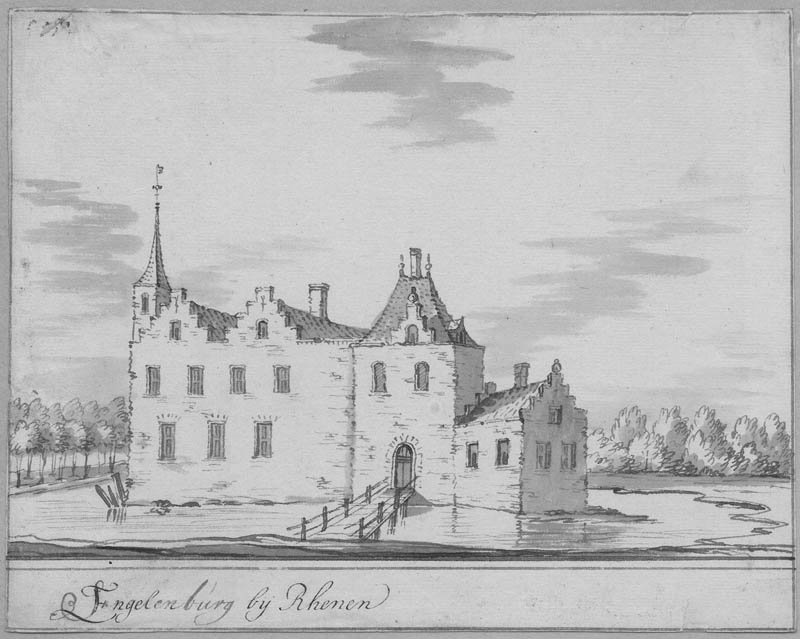
Schloss Engelenburg, durch Jan Stellingwerf (1723)

Das Schloss Engelenburg ist der Name eines ehemaligen Wasserschlosses, das bei der geldrischen Ortschaft Herwijnen lag.

## Geschichte
1468 wurde die Engelenburg erstmals urkundlich erwähnt. Der erste Besitzer war Johan Johansz van Herwijnen, der durch den Herzog von Geldern, Adolf von Egmond, mit een huys ende voorgeborcht, met sijnen cingel, gheiten Engelborch und diversen anderen Gütern bei Herwijnen belehnt wurde. In weiterer Folge gelangte Schloss und Herrlichkeit Engelenburg in den Besitz des Gijsbert van Herwijnen, welcher es 1522 an Reinier van Bern und Merel van Rossum verkaufte. Hernach wurde das Lehen aufgesplittert: Reinier vererbte seinen Anteil an Dirk von Plettenberg, der andere Teil ging in die Hände von Merel van Rossums Sohn Walraven van Gent über. Walvarens Sohn Johan van Gent erbte den Besitz von seiner Mutter Elisabet van Raesfeld. Johans Sohn Wilhelm van Gent verkaufte den Gesamtbesitz im Jahre 1620 an Pieter Dircksz Graeff. Dieser vererbte die Engelenburg 1643 an seinen Neffen Jacob Bicker. 1647 beerbte ihn dessen Bruder Andries Bicker, in dessen Familie die Anlage verblieben ist. 1677 kam sie an Ernest Jacob de Petersen. 1700 gelangte das Schloss in die Hände von Friedrich Adolf zur Lippe-Detmold, der es an Adriaen Bout weitergab. 1723 wurde Petrus Bierman neuer Besitzer. Seine Familie waren die letzten Besitzer der Engelenburg die 1817 abgerissen wurde.